# زبان مغولی
زبان مُغولی (در مغولی: Монгол) زبانی رایج در جمهوری مغولستان و بخش‌هایی از چین و فدراسیون روسیه است. شمار گویشوَران آن ۵٫۲ میلیون در سال ۲۰۰۵ است و اصلی‌ترین و پر گویشورترین زبان از خانواده زبانی زبان‌های مغولی است.
مغولی جزو زبان‌های آلتایی است و ارتباط دستوری و واژگانی با زبان‌های ترکی و تونگوزی دارد. دیگر زبان‌های مرتبط با مغولی، زبان کالمیک در شمال قفقاز، بوریاتی در سیبری شرقی، چند زبان اقلیتی در آسیای مرکزی و چین است. ۹۰٪ گویشوران مغولی در مغولستان ساکن هستند.
گویش اصلی مغولی گویش خالخا نام دارد که در شهر اولان‌باتور، پایتخت مغولستان، صحبت می‌شود. گویش دیگر مغولی در مغولستان داخلی (چین) و مغولستان شمالی صحبت می‌شود که متکلمان آن یک میلیون از خالخا بیشترند.
کتاب تاریخ سری مغولان که دربارهٔ پاره‌ای حوادث و وقایع تاریخی امپراتوری عظیم مغولان است، از آثار ارزشمند به زبان مغولی است.